# Římskokatolická farnost Radomyšl
Římskokatolická farnost Radomyšl je územním společenstvím římských katolíků v rámci strakonického vikariátu Českobudějovické diecéze.

## O farnosti

### Historie
Plebánie byla v Radomyšli zřízena počátkem 14. století při původně románském kostelíku z 12. století. Správu farnosti vykonávali strakoničtí johanité. V letech 1733–1736 byl ve vsi postaven barokní kostel, zasvěcený svatému Janu Křtiteli. Roku 1811 byla místní farnost povýšena na děkanství.

#### Přehled duchovních správců
- 1990–1999 R.D. Ing. Petr Koutský (administrátor)
- 2007–2013 R.D. Jiří Cihelna (ex currendo ze Sedlice)
- 2013–2015 R.D. Jan Löffelmann (ex currendo ze Strakonic)
- od r. 2015 R.D. Roman Dvořák (ex currendo ze Strakonic)

### Současnost
Farnost Radomyšl je administrována ex currendo ze Strakonic.
| Kostel                     | Místo           | Bohoslužba             | Bohoslužba                                    | Poznámka        |
| -------------------------- | --------------- | ---------------------- | --------------------------------------------- | --------------- |
| Kaple                      | Chrášťovice     | neslouží se pravidelně | neslouží se pravidelně                        | obecní kaple    |
| Kaple                      | Jemnice         | neslouží se pravidelně | neslouží se pravidelně                        | obecní kaple    |
| Kaple sv. Jana Nepomuckého | Osek            | neslouží se pravidelně | neslouží se pravidelně                        | obecní kaple    |
| Kaple sv. Václava          | Osek            | neslouží se pravidelně | neslouží se pravidelně                        | obecní kaple    |
| Kaple                      | Petrovice       | neslouží se pravidelně | neslouží se pravidelně                        | obecní kaple    |
| Kostel sv. Jana Křtitele   | Radomyšl        | neslouží se pravidelně | neslouží se pravidelně                        | filiální kostel |
| Kostel sv. Martina         | Radomyšl        | neděle                 | 11.00 (střídavě Mše svatá a bohoslužba slova) | farní kostel    |
| Kostel sv. Ludmily         | Zadní Zborovice | 1. sobota v měsíci     | 16.00                                         | filiální kostel |